# Ben Crompton

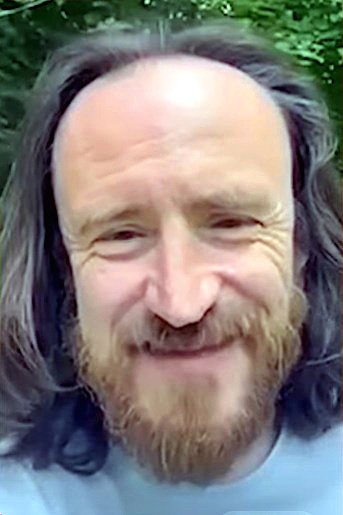
Ben Crompton im Jahr 2024

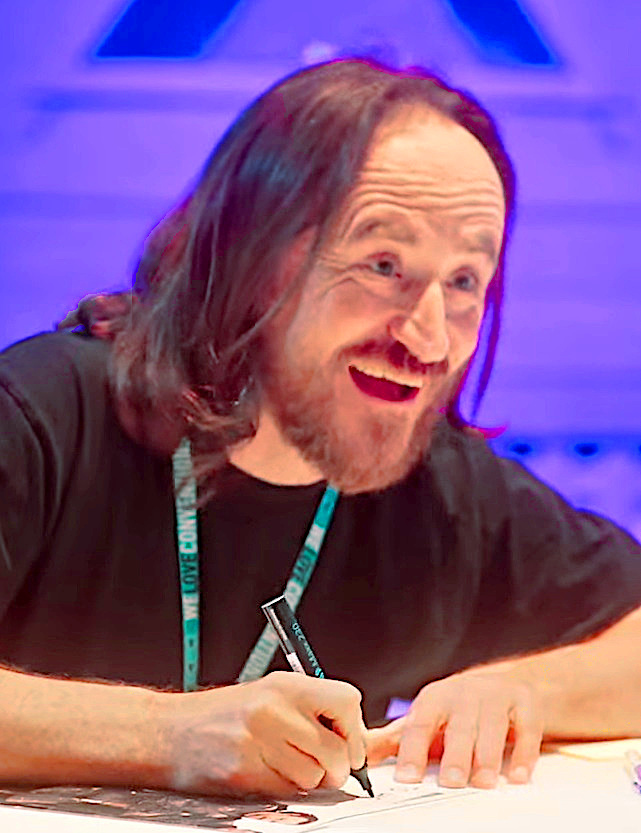
Ben Crompton – GFCC Babelsberg 2024

Benjamin „Ben“ Crompton (* 1974 in Stockport, Cheshire) ist ein britischer Schauspieler.

## Karriere
In den 1990er Jahren begann Crompton seine Fernsehkarriere mit Auftritten in diversen britischen Fernsehproduktionen. Mit seiner Rolle als Edd Tollett in der großen HBO-Serienproduktion Game of Thrones wurde er seit der zweiten Staffel 2012 auch einem größeren deutschen Publikum bekannt. Crompton erscheint zudem in länderübergreifend bekannten britischen Fernsehserien wie Silent Witness, Inspector Barnaby und Doctor Who, wirkt aber auch in größeren Filmproduktionen mit.
Crompton ist verheiratet und hat zwei Kinder.

## Filmografie (Auswahl)
- 1996: Inspektor Fowler – Härter als die Polizei erlaubt (The Thin Blue Line, Fernsehserie, eine Folge)
- 1999: Katastrophe im Schwarzen Loch (Doomwatch: Winter Angel)
- 2000: 102 Dalmatiner (102 Dalmatians)
- 2001: Über kurz oder lang (Blow Dry)
- 2001–2003: Clocking Off (Fernsehserie, 5 Folgen)
- 2002: All or Nothing
- 2002: Silent Witness (Fernsehserie, 2 Folgen)
- 2005: New Tricks – Die Krimispezialisten (New Tricks, Fernsehserie, eine Folge)
- 2005–2007: Man Stroke Woman (Fernsehserie, 12 Folgen)
- 2005–2011: Ideal (Fernsehserie, 39 Folgen)
- 2008: Inspector Barnaby (Midsomer Murders, Fernsehserie, eine Folge)
- 2009: Der Weihnachtsmuffel (Nativity!)
- 2010: Terry Pratchett – Ab die Post (Going Postal)
- 2011: Kill List
- 2012: Hit & Miss (Fernsehserie, 6 Folgen)
- 2012–2019: Game of Thrones (Fernsehserie, 34 Folgen)
- 2014: Doctor Who (Fernsehserie, eine Folge)
- 2014: Ich. Darf. Nicht. Schlafen. (Before I Go to Sleep)
- 2017–2018: Strike (Fernsehserie, 3 Folgen)
- 2014: The Great Fire (Miniserie, 4 Episoden)
- 2018: Vera – Ein ganz spezieller Fall (Vera, Fernsehserie, Folge 8x03)
- 2018: Marcella (Fernsehserie, 2 Folgen)
- 2018: Peterloo
- 2020: Rebecca
- 2023: Lockwood & Co. (Fernsehserie)